# Port lotniczy Gjögur
Port lotniczy Gjögur (isl. Gjögurflugvöllur, IATA: GJR, ICAO: BIGJ) – islandzki port lotniczy w zlokalizowany w miejscowości Gjögur.

## Kierunki lotów i linie lotnicze
| Linia lotnicza | Kierunek     |
| -------------- | ------------ |
| Norlandair     | 1. Reykjavík |